# Транзитивність (динамічні системи)
У теорії динамічних систем, динамічну систему {\displaystyle (X,f)} називають (топологічно) транзитивною, якщо вона має всюди щільну у фазовому просторі орбіту:
{\displaystyle \exists x:\quad {\overline {\{f^{n}(x)|n\in \mathbb {N} \}}}=X.}
У разі оборотної динамічної системи, заміна {\displaystyle \mathbb {N} } на {\displaystyle \mathbb {Z} } приводить для випадку фазового простору без ізольованих точок до еквівалентного визначення.

## Приклади
- Будь-яка мінімальна динамічна система транзитивна. Зокрема, транзитивний ірраціональний поворот кола.
- Відображення подвоєння кола {\displaystyle x\mapsto 2x\mod 1} не мінімальне (оскільки має нерухому точку 0), але транзитивне.
- Лінійний дифеоморфізм Аносова тора транзитивний.